# 桃源县人民政府
28°54′33″N 111°29′44″E / 28.909286°N 111.495543°E
桃源县人民政府（简称桃源县政府）是中华人民共和国湖南省常德市桃源县的行政管理机关。现任县长是马吉云，2021年1月上任。

## 沿革
1949年7月27日，中国人民解放军第38军第113师（今中国人民解放军陆军第82集团军）攻下桃源县县城，中国国民党县长宋旭逃跑途中遭到逮捕。7月29日，桃源县人民临时办事处成立，刘承健担任主任，周谷信、吴因殷担任副主任。8月14日，桃源县人民政府成立，李铁峰出任县长。
1967年3月5日，“桃源县抓革命促生产临时领导小组”成立，12月10日更名为“桃源县抓革命促生产领导小组”。1968年2月7日，“桃源县抓革命促生产领导小组”撤销，“桃源县革命委员会筹备小组”成立，同年12月更名为“桃源县革命委员会”。1980年12月7日，桃源县第八届人民代表大会第一次会议举行，“桃源县革命委员会”撤销，恢复“桃源县人民政府”。

### 反腐败工作
2016年4月29日，卢武福涉嫌严重违纪接受组织调查。2017年12月，株洲市中级人民法院对卢武福、苗旭华（卢武福之妻）受贿和卢武福巨额财产来源不明一案宣判卢武福有期徒刑8年，并且处罚金人民币50万元。

## 历任县长
| 姓名   | 就任日期   | 卸任日期  | 备注  |
| ------ | ---------- | --------- | ----- |
| 胡宗清 | 1995年4月  | 1995年8月 |       |
| 卢武福 | 1998年10月 | 2000年9月 |       |
| 郑弟祥 | 2002年2月  | 2007年4月 |       |
| 龚德汉 | 2007年4月  | 2011年6月 |       |
| 唐汇诰 | 2011年6月  | 2016年1月 | [ 4 ] |
| 庞波   | 2016年2月  | 2020年9月 | [ 5 ] |
| 马吉云 | 2020年12月 |           | [ 6 ] |